# Дуден, Конрад
Ко́нрад Алекса́ндр Фри́дрих Ду́ден (нем. Konrad Alexander Friedrich Duden, 3 января 1829, Лакхаузен, сейчас часть Везеля — 1 августа 1911, Зонненберг, сейчас часть Висбадена) — немецкий филолог, составитель знаменитого орфографического словаря немецкого языка, названного в его честь.

## Биография

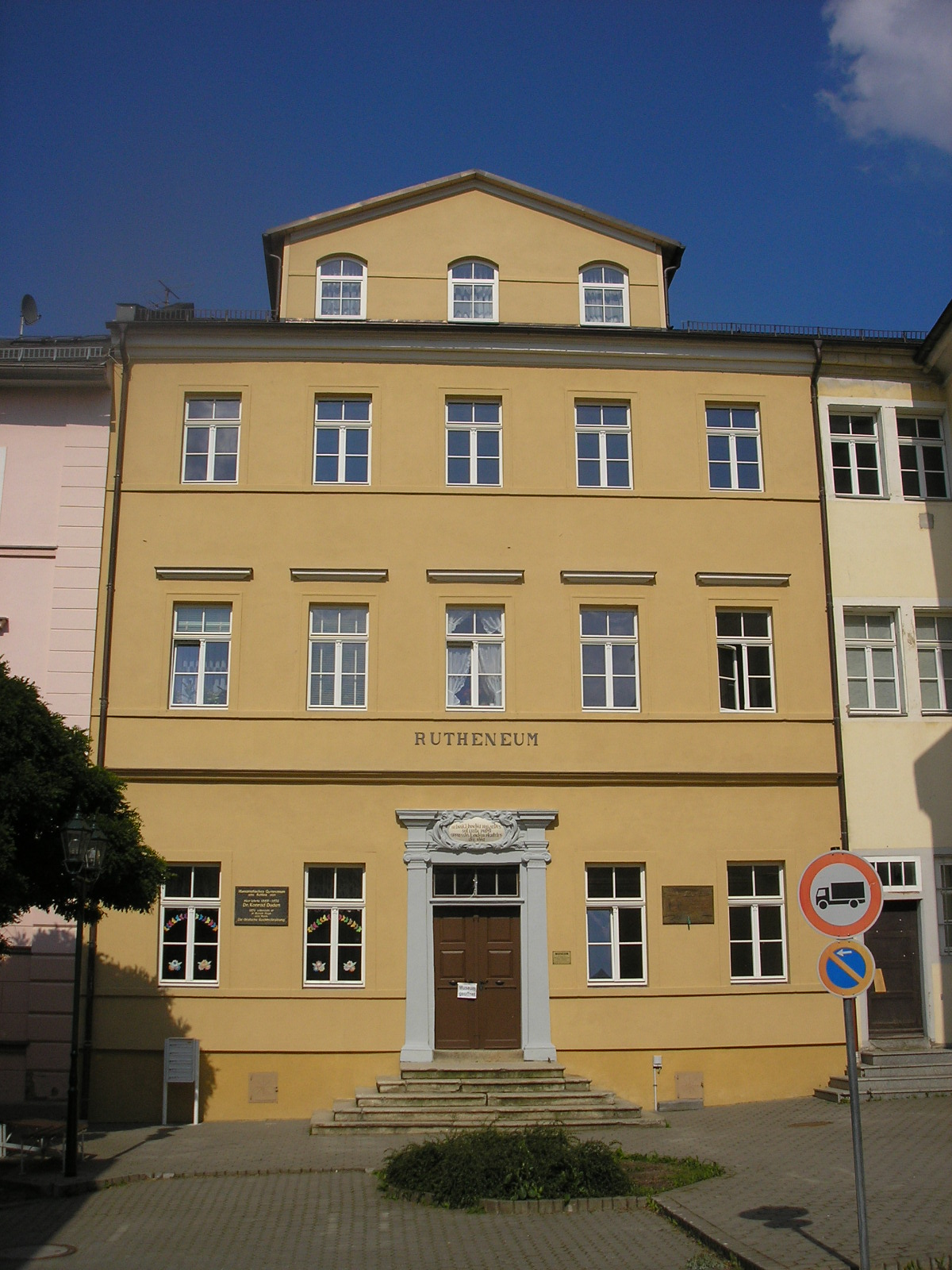
Рутениум Шлайц (Тюрингия), сегодня Музей Дудена

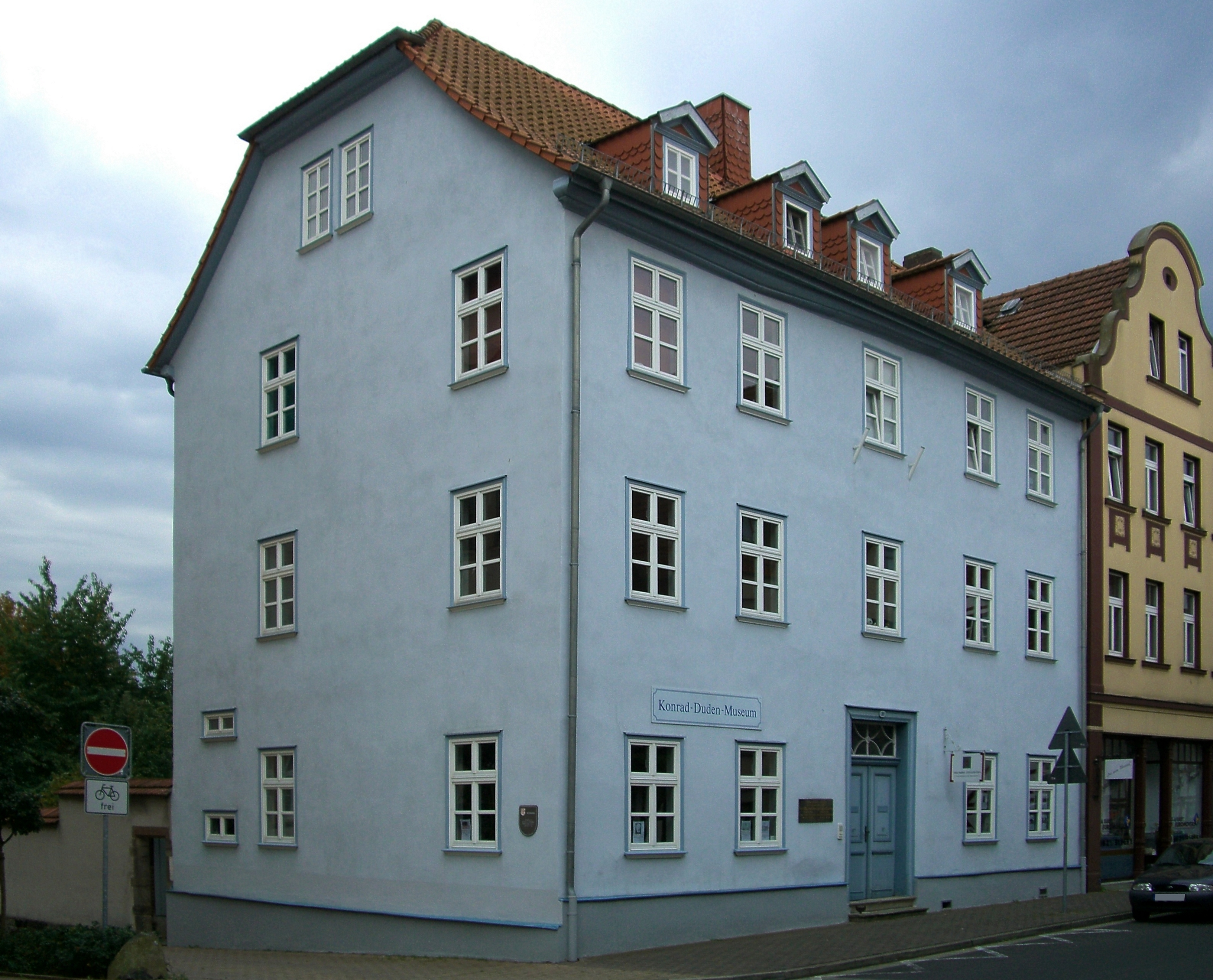
Дом Дудена в Бад-Херсфельде в 1876—1905, сейчас Музей Конрада Дудена

Окончил гимназию в Везеле, директором которой был Людвиг Бишоф. Изучал историю, германистику и классическую филологию в Бонне. Защитив докторскую диссертацию о Софокле, первоначально отправился в Геную, где получил место домашнего учителя. Работал учителем, проректором и директором в ряде немецких гимназий: в Зёсте (1859—1869), Шлайце (1859—1876), Бад-Херсфельде (1876—1905). В 1861 году женился на Аделине Дуден (в девичестве Якоб). В 1905 году вышел на пенсию и поселился в Зонненберге.
Всю жизнь занимался проблемами унификации и стандартизации немецкой орфографии. В 1880 году опубликовал «Полный орфографический словарь немецкого языка» (нем. Vollständiges Orthographisches Wörterbuch der deutschen Sprache), который заложил основы единой немецкой орфографии. В настоящее время словарь Дудена, выдержавший 23 издания, является самым популярным словарём в немецкоговорящих странах. 
Дуден был сторонником реформ в орфографии, однако он не включил в свой словарь некоторые свои радикальные идеи, полагая, что для Германии в то время более важной была задача стандартизации написания. Словарь Дудена, основанный на прусских правилах правописания, внёс огромный вклад в решение этой задачи.
В настоящее время в Бад-Херсфельде находится музей Конрада Дудена.

## Труды
- Anleitung zur Rechtschreibung, 18?? (2. Auflage 1878)
- Die deutsche Rechtschreibung. Abhandlung, Regeln und Wörterverzeichnis, Leipzig 1872 (sog. Schleizer Duden)
- Vollständiges Orthographisches Wörterbuch der deutschen Sprache, 1880 (8. Auflage 1905)
- Etymologie der neuhochdeutschen Sprache, 1893
- Rechtschreibung der Buchdruckereien deutscher Sprache, Leipzig und Wien 1903 (также известен как Buchdruckerduden)

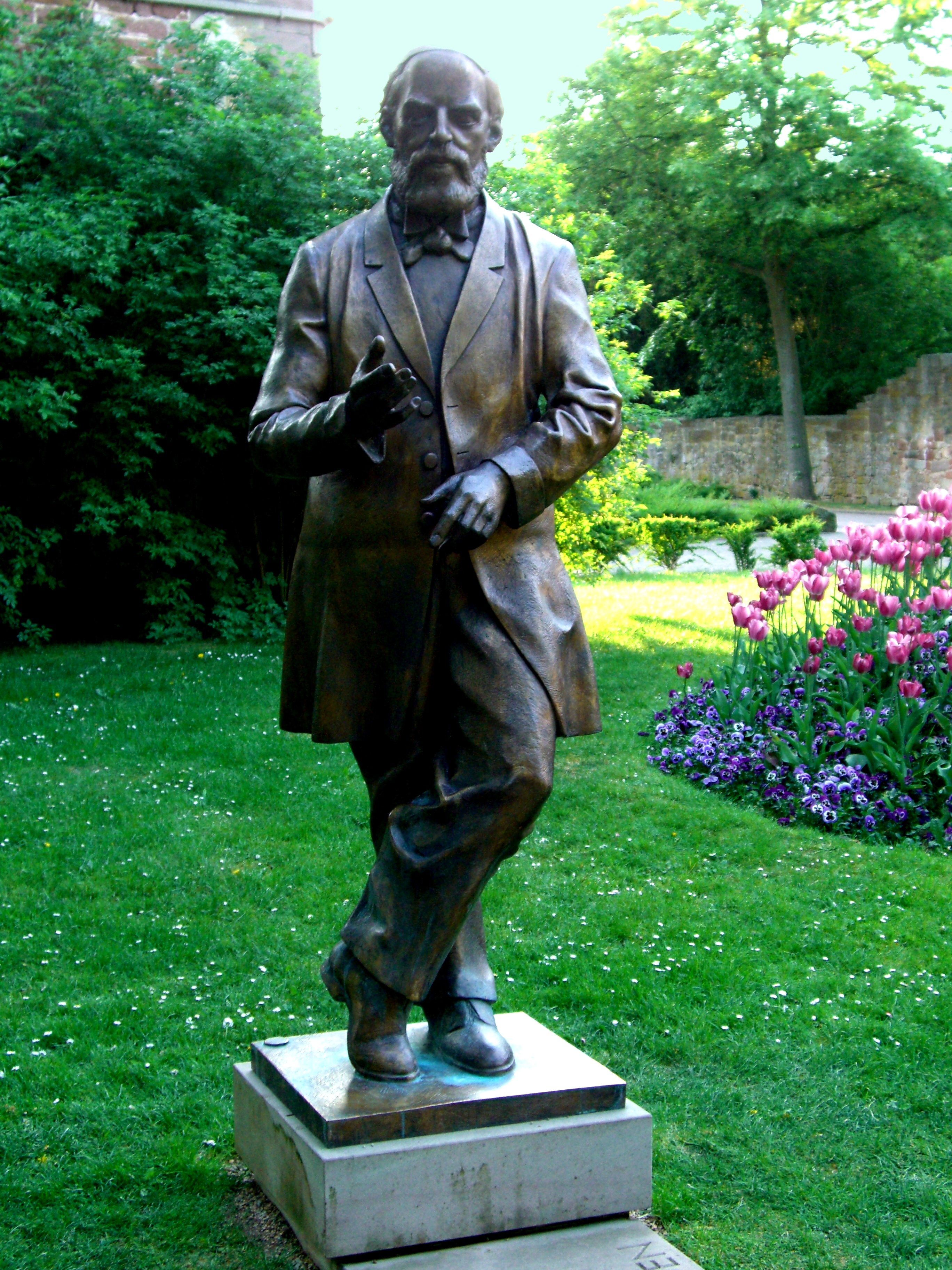
Памятник в округе Бад-Херсфельд
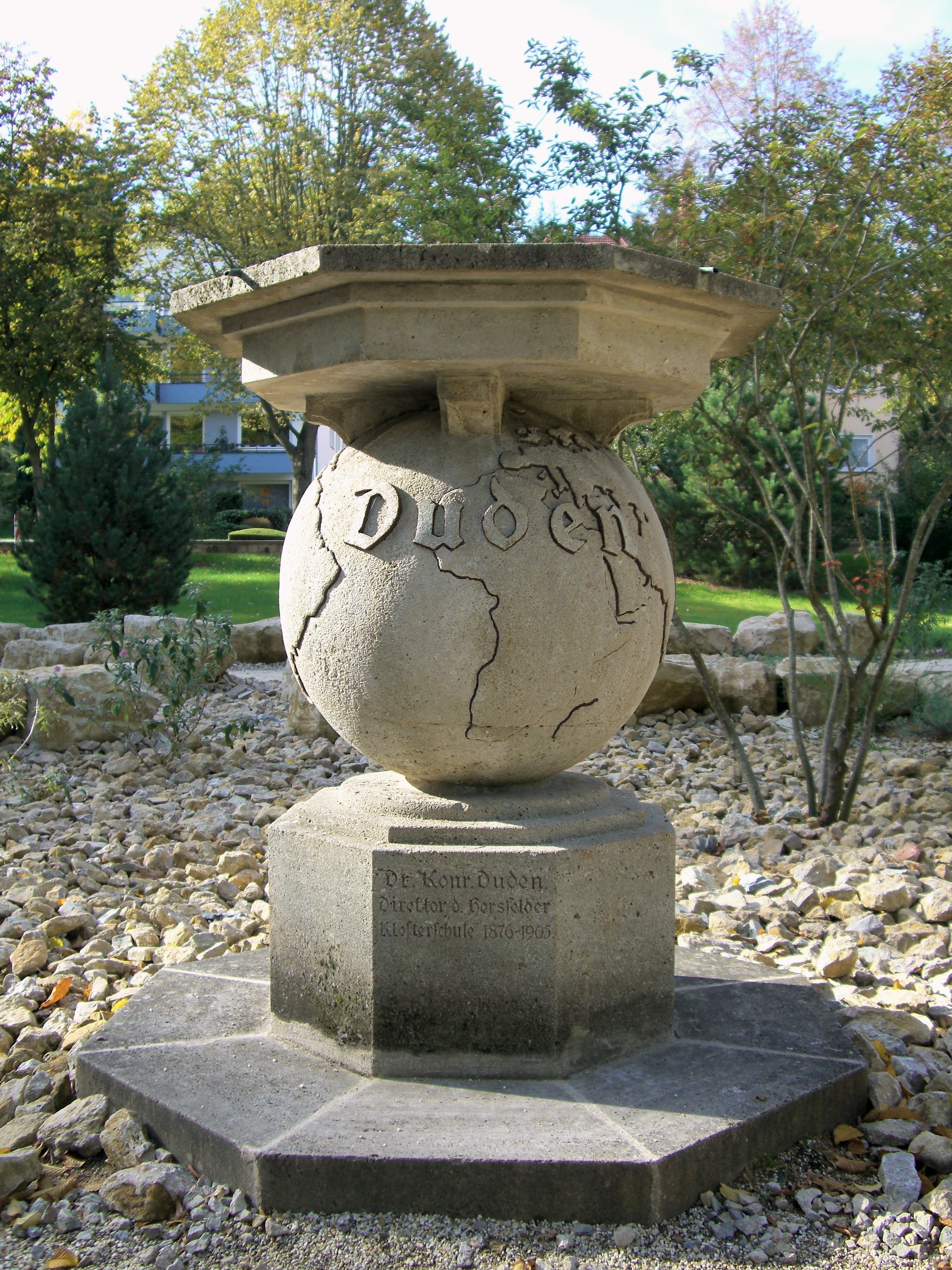
Памятник в курортном парке Бад-Херсфельд
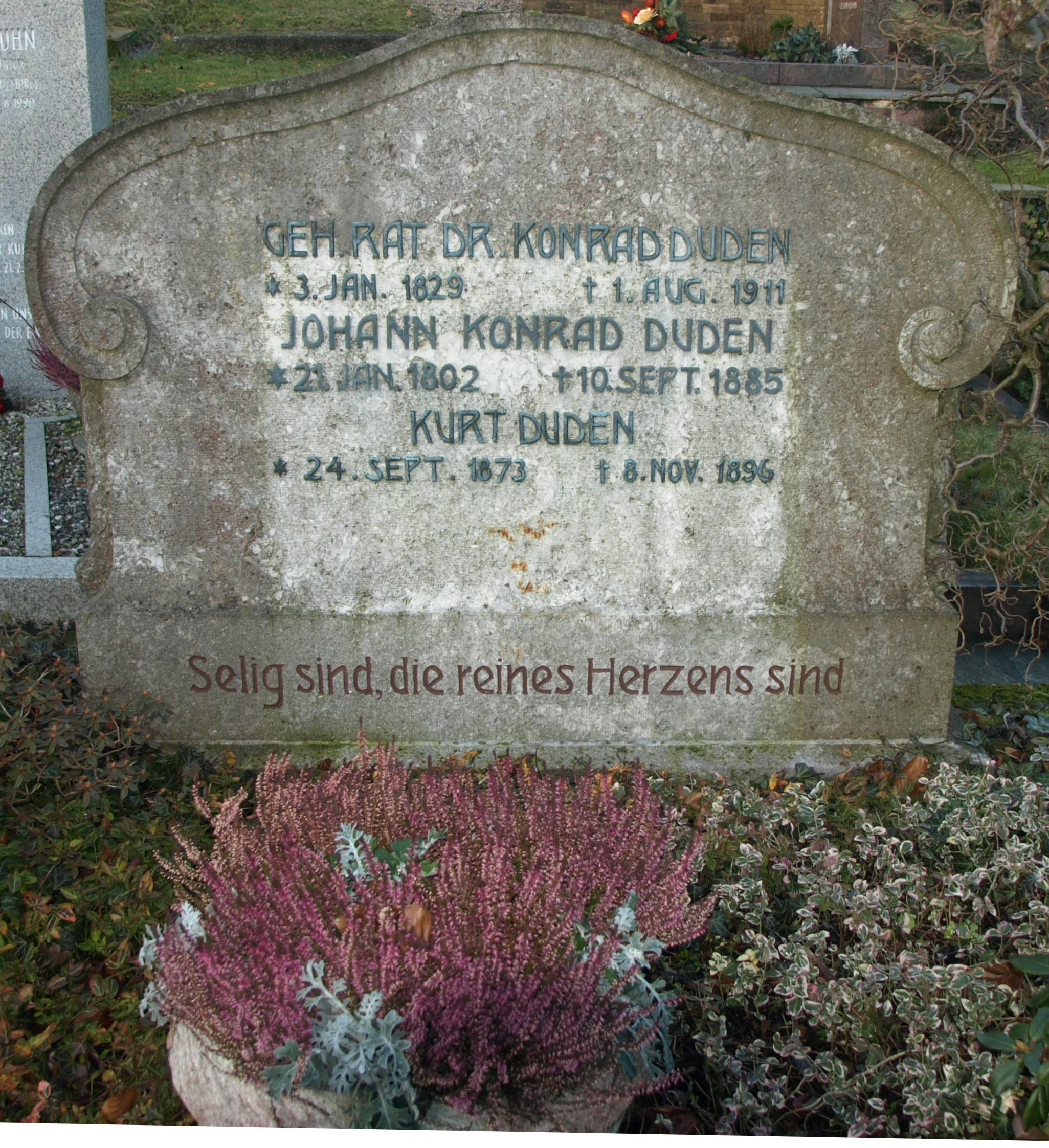
Надгробный камень на могиле Конрада Дудена